# Usine General Motors de Janesville
L'usine General Motors de Janesville est un important site de construction automobile, situé à Janesville, dans le Wisconsin (États-Unis). L'usine de Janesville, qui a commencé à construire des véhicules automobiles en 1923, a arrêté sa production en 2009.

## Chronologie
- 1919 : General Motors construit une usine destinée à la production de tracteurs à Janesville.
- 1920 : début de la construction de camions.
- 1923 : début de la production de voitures Chevrolet.
- 1932 : fermeture de l'usine jusqu'en 1934.
- 1937 : grève et reconnaissance du syndicat UAW.
- 1942 : arrêt de la production de voitures, fabrication d'obus et de pièces de rechange pour les Chevrolet en circulation.
- 1945 : reprise de la production d'automobiles Chevrolet.
- 1968 : réorganisation de l'usine : Fisher Body et Chevrolet sont réunis dans la GM Assembly Division.
- 1984 : l'usine de Janesville est rattachée au Buick-Oldsmobile-Cadillac (BOC) Group.
- 1987 : début de la production de véhicules utilitaires de loisir (SUV) sur une des deux chaînes d'assemblage.
- 1990 : l'usine de Janesville est rattachée au GM Truck & Bus Group.
- 2005 : l'usine de Janesville produit son 16 millionième véhicule.
- 2009 : arrêt de la production en avril.

## Les débuts
La General Motors, créée en 1908, décida en 1918 de s'intéresser au matériel agricole en rachetant la Samson Tractor Company, de Janesville. Une nouvelle usine fut construite sur un terrain de 22 hectares ; le bâtiment principal mesurait 166 par 70 mètres. L'usine comprenait une fonderie. Le premier tracteur GM sortit de la chaîne le 1er mai 1919 et au bout d'un an la production atteignit près de 150 tracteurs par jour, mais ce fut un échec commercial.
En 1920, furent construits des camions Samson M-15 au rythme de 15 à l'heure. En 1923, l'usine, qui employait 660 personnes, commença à produire des voitures Chevrolet. La croissance fut soutenue dans les premières années : le 3 juin 1925, sortit de la chaîne le cent millième véhicule Chevrolet, un camion, et l'usine employait 2 600 travailleurs. Malgré la prospérité, les salaires versés par General Motors à Janesville étaient médiocres : la plupart des ouvriers ne recevaient que 0,45 dollar de l'heure. En 1929, la cinq cent millième voiture sortit de la chaîne de Janesville.

## La crise et la guerre
L'usine de Janesville était divisée en deux unités : Fisher Body pour la fabrication des carrosseries, et Chevrolet pour l'assemblage des voitures. La production fut sérieusement affectée par la Grande Dépression et l'usine ferma complètement durant quinze mois à partir de septembre 1932. En 1933, toutefois, 200 ouvriers de Janesville travaillèrent à l'Exposition universelle de Chicago, où ils assemblèrent 3 200 voitures Chevrolet.
En 1937, les ouvriers de GM à Janesville — les deux divisions employaient alors 2 600 personnes — participèrent à la grève victorieuse pour la reconnaissance de l'United Automobile Workers (UAW). La grève avec occupation lancée par le président du Local 121 de l'UAW, Elmer Yenney, dura peu à Janesville, seulement 9 heures et 15 minutes, le 2 janvier 1937. Après des négociations entre le directeur de l'usine et l'UAW, les ouvriers de Fisher Body et Chevrolet  votèrent la suspension de l'occupation et la direction s'engagea à maintenir l'usine fermée pendant la durée de la grève nationale des travailleurs de General Motors et à ne déplacer ni le matériel ni les stocks. La grève aboutit finalement à la reconnaissance du syndicat UAW par General Motors : à Janesville, le Local 95 représentait les ouvriers de Fisher Body et le Local 121 ceux de Chevrolet.
En 1942, la production des voitures Chevrolet fut interrompue et l'unité Fisher Body entreprit une transformation, qui dura six mois, afin de produire des obus d'artillerie de 105 mm. En mars 1942, Fisher Body fut rattachée à la division Oldsmobile de General Motors, que rejoignirent la plupart des ouvriers de Chevrolet. Pendant la durée de la guerre, ils produisirent plus de 16 millions d'obus. L'unité Chevrolet se consacra pour sa part à la fabrication de pièces détachées pour automobiles, destinés en priorité aux véhicules de l'Armée et de la Marine, l'excédent allant aux particuliers.

## L'apogée
En 1945, l'usine General Motors de Janesville redémarra la production de voitures Chevrolet et les travailleurs de l'usine connurent alors un certain âge d'or, qui dura jusqu'aux années 1970. La production augmenta : en 1959, le quatre millionième véhicule sortit de l'usine. En 1966, commença la production des Chevrolet Caprice et Impala. L'année suivante, l'usine de Janesville eut l'honneur de construire le 100 millionième véhicule produit par General Motors.
En 1968, les unités Fisher Body et Chevrolet de Janesville furent réunies en une seule entité « Assembly » rattachée à la nouvelle General Motors Assembly Division (GMAD). L'UAW se réorganisa également : le Local 121 rejoignit le Local 95, qui représenta désormais l'ensemble des travailleurs syndiqués de l'usine. À la fin des années 1970, l'effectif de l'usine atteignit son record historique de 7 000 salariés.

## Restructuration
Dans les années 1980, diverses restructurations de General Motors affectèrent l'usine de Janesville. En 1984, l'usine fut rattachée au Buick-Oldsmobile-Cadillac Group. La semaine de 4 jours (4 × 10 heures) fut introduite. L'usine commença la fabrication de camions de moyenne puissance GMT530, auparavant assemblés à Flint. En 1990, l'usine de Janesville fut rattachée au GM Truck & Bus Group et devint l'une des trois usines de General Motors à construire des « SUV » (sport utility vehicles), ou véhicules utilitaires sportifs. La réorganisation des chaînes de production, l'installation de centaines de  robots, furent achevés en 1991, année où l'usine produisit 35 261 véhicules. Mais les capacités de production furent portées à 1 200 véhicules par jour, soit une capacité annuelle de 250 000 sur la base de quatre jours par semaine. Un cinquième jour de travail est possible — payé au tarif des heures supplémentaires — en cas de forte demande.
En 1994, un accord avec Isuzu permet la production de camions Isuzu NPR à l'usine de Janesville. Cette année-là, 237 925 SUV sortirent des chaînes de Janesville, qui employait près de 5 000 salariés. L'année suivante, les fortes ventes des modèles Chevrolet et GMC comme le Chevrolet Suburban, Chevrolet Kodiak, Chevrolet Tahoe et Isuzu W-4 permirent d'embaucher 500 ouvriers supplémentaires. D'importants investissements furent réalisés au cours des années suivantes pour améliorer la productivité de l'usine de Janesville. Ainsi, en 2003, 258 000 véhicules sortirent des chaînes, dont les GMC Yukon et Yukon XL, avec un effectif tombé à 3 900 travailleurs
Depuis 2002, l'usine GM de Janesville assemble des SUV « FlexFuel » équipés de moteurs V8 de 5,3 litres, roulant à l'essence, à l'éthanol E85 ou avec un mélange des deux carburants. L'éthanol E85 est composé de 85 % d'éthanol à base de maïs et de 15 % d'essence. En juin 2006, plus d'une demi-million de véhicules « FlexFuel » avaient déjà été assemblés à Janesville. Le 3 juin 2008, la General Motors a annoncé qu'en raison de l'effondrement des ventes de SUV et de la restructuration en cours de l'entreprise, l'usine de Janesville, qui emploie encore 2 600 salariés, fermera ses portes en 2010. En fait, le dernier véhicule, un Chevrolet Tahoe, sort de l'usine le 22 décembre 2008 et toute activité de production cesse en avril 2009.

## Sources
- Mark Savage, « GM plant revs up to roll out new SUVs », The Milwaukee Journal Sentinel, 9 octobre 1999.
- Ryan J. Foley, « Can GM's oldest plant survive latest cutbacks? », The Detroit News, 14 juin 2005.
- Rick Rommel, « Janesville GM plant is community bedrock; Factory's importance », The Milwaukee Journal Sentinel, 11 décembre 2005.